# Sara Matthieu
Saraswati (Sara) Matthieu (ur. 21 maja 1981 w Aalst) – belgijska polityk i samorządowiec, deputowana do Parlamentu Europejskiego IX i X kadencji.

## Życiorys
Jej rodzice angażowali się w działalność polityczną, jej matka Greet Buyle zasiadała w Senacie z ramienia ekologicznej partii Agalev. Sara Matthieu studiowała na Uniwersytecie Gandawskim, gdzie uzyskała licencjat z etyki (2003) i magisterium z komparatystyki kulturowej (2005). Od 2006 do 2010 pracowała w organizacji ekologicznej Naturpuunt, zajmując się nadzorem nad kampaniami i wolontariuszami. Następnie Bruno de Lille, sekretarz stanu w rządzie Regionu Stołecznego Brukseli, powołał ją na dyrektora zespołu doradców politycznych; stanowisko to zajmowała do 2014.
Pod koniec lat 90. zaangażowała się w działalność polityczną w ramach ugrupowania Agalev (które przemianowane później zostało na Groen). Organizowała struktury młodzieżówki partyjnej Jonge Agalev w rodzinnym Aalst i w Gandawie, od 2000 do 2001 była jej rzeczniczką prasową, następnie do 2005 zasiadała w krajowym zarządzie. W kolejnych latach należała do władz Groen na poziomie lokalnym i krajowym, wchodził w skład organów Europejskiej Partii Zielonych i Zielonych Globalnych. W ramach ugrupowania zajmowała się badaniami nad mobilnością i planowaniem przestrzennym oraz koordynacją sieci europejskiej, objęła też stanowisko sekretarza frakcji partyjnej w parlamencie Regionu Stołecznego Brukseli. W latach 2013–2020 zasiadała w radzie miejskiej Gandawy, w której kierowała grupą radnych swojej formacji.
W 2019 kandydowała do Parlamentu Europejskiego, mandat w PE IX kadencji objęła 8 października 2020 w miejsce Petry De Sutter. Z powodzeniem ubiegała się o reelekcję w 2024.